# Lingelsheimia frutescens
Lingelsheimia frutescens är en emblikaväxtart som beskrevs av Ferdinand Albin Pax. Lingelsheimia frutescens ingår i släktet Lingelsheimia och familjen emblikaväxter. Inga underarter finns listade i Catalogue of Life.